# フラビアン・エンソ・ボヨモ
フラビアン・エンソ・ティエドルト・ボヨモ（Flavien Enzo Thiédort Boyomo, 2001年10月7日 - ）は、フランスのトゥールーズ出身のプロサッカー選手。ラ・リーガのCAオサスナ所属。ポジションはディフェンダー。カメルーン代表。

## 経歴

### 生い立ち
カメルーン出身の両親のもと、フランスで生まれる。2003年5月20日に父親がフランスに帰化し、自身もフランス国籍を取得した。

### アルバセテ
ブラックバーン・ローヴァーズFCのユースアカデミーを経て、2020年8月にアルバセテ・バロンピエと契約し、9月26日に移籍後初出場した。10月25日のラージョ・バジェカーノ戦でプロ初得点を記録した。12月23日に2024年までの契約延長に合意した。

### バリャドリード
2023年7月7日にレアル・バリャドリードへ完全移籍し、4年契約を結んだ。移籍金は120万ユーロ。

### オサスナ
2024年8月29日にCAオサスナへ完全移籍し、5年契約を結んだ。移籍金は500万ユーロ。

## 代表歴
2023年3月、カメルーン代表に初選出された。

## 個人成績

### 代表
| カメルーン代表 | 国際Aマッチ | 国際Aマッチ |
| 年             | 出場        | 得点        |
| -------------- | ----------- | ----------- |
| 2024           | 1           | 0           |
| 通算           | 1           | 0           |